# Dysdera sanborondon
Dysdera sanborondon este o specie de păianjeni din genul Dysdera, familia Dysderidae, descrisă de Arnedo, Oromí și Ignacio Ribera în anul 2000.
Este endemică în Insulele Canare. Conform Catalogue of Life specia Dysdera sanborondon nu are subspecii cunoscute.